# Мінішел
Мінішел (рум. Minișel) — село у повіті Арад в Румунії. Входить до складу комуни Тауц.
Село розташоване на відстані 378 км на північний захід від Бухареста, 53 км на схід від Арада, 135 км на південний захід від Клуж-Напоки, 81 км на північний схід від Тімішоари.

## Населення
За даними перепису населення 2002 року у селі проживала 201 особа, з них 200 осіб (99,5%) румунів. Усі жителі села рідною мовою назвали румунську.